# Olivetti Programma 102
L'Olivetti Programma 102, o P102, è un computer prodotto dall'azienda Olivetti.
Nata come evoluzione del più noto Programma 101, il P102 presentava le stesse caratteristiche di questo, più la possibilità di connettersi tramite un connettore posteriore a sistemi esterni per consentire l'utilizzo remoto delle capacità di calcolo. La connessione, di tipo proprietario (ossia non standard) fu realizzata da Olivetti in risposta a una commessa dell'esercito inglese intenzionato a impiegare il calcolatore in collegamento con i sistemi di puntamento d'arma.

### Approfondimenti
1. ↑  La macchina è priva di memoria indirizzabile, quindi non ha senso parlare di memoria RAM, al massimo di memoria primaria. Esistono solamente dei registri di memoria nella ALU, la cui capacità totale si può  stimare in 240 byte.